# عشقم را به پایت می‌ریزم
"عشقم را به پایت می‌ریزم"(به انگلیسی: I Lay My Love on You) یک ترانه از گروه وست‌لایف است، که در سال ۲۰۰۱ در استرالیا، جنوب آسیا و اروپا به جز انگلیسی و ایرلند منتشر شد.